# Binsfelder Straße (Düren)

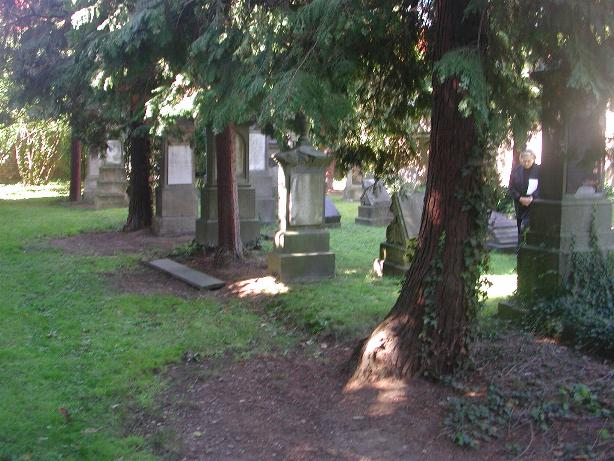
Der jüdische Friedhof

Die Binsfelder Straße in der Kreisstadt Düren (Nordrhein-Westfalen) ist eine Innerortsstraße. Sie beginnt am Friedrich-Ebert-Platz und biegt an der Einmündung der Römerstraße rechtwinklig nach Osten ab und endet am Ausgang der Stadt. In diesem Bereich ist sie als Landesstraße 271 klassifiziert.
Etwa auf halber Länge der Straße liegt der denkmalgeschützte jüdische Friedhof, der seit 1888 belegt wird.

## Geschichte
Die Straße hieß früher „Erper Straße“. Dieser Name wird darauf zurückgeführt, dass die Straße als Zubringerstraße von Binsfeld, Frauwüllesheim, Kelz und Gladbach nach Erp geplant war. Sie sollte Düren mit den wohlhabenden Gegenden des Kölner und Bonner Raumes verbinden.
1855 war die Streckenführung in der Stadt strittig. Statt der heutigen Straßenführung wollten andere die Zufahrtsstraße über die Römerstraße, Frankenstraße und Bonner Straße bis zur Oberstraße in die Stadt hinein führen.
Am 1. Juli 1859 wurde die Straße dem Verkehr übergeben. Sie war bis in die 1960er Jahre zwischen der Einmündung An der Windmühle und der Römerstraße eine Allee mit mächtigen Lindenbäumen.